# Lundi jour du lapin

Lundi jour du lapin (Rabbit Every Monday) (1951) est un cartoon réalisé par Friz Freleng mettant en scène Sam le pirate et Bugs Bunny.

## Synopsis
Bugs est tranquillement en train de cuisiner des carottes sans se douter qu'un chasseur (Sam) le piste. Après s'être fait manger le nez, Sam est emprisonné dans une bulle de gomme à mâcher que Bugs a mis sur l'orifice de son fusil. Sam finit par l'attraper en tamisant le terrier du lapin. Bugs jette le chapeau de Sam dans la chaudière avant de faire des aller-retours pour prendre des objets pour une fête. Sam rentre dans le four et Bugs, pris de pitié, décide de le faire sortir avant de s'apercevoir qu'il y a une vraie fête dans le four.